# Cha-Cha-Cha
Der Cha-Cha-Cha [ˈtʃa.tʃa.tʃa] ist ein moderner, paarweise getanzter Gesellschaftstanz kubanischen Ursprungs. Seinen Namen hat er von den drei kleinen Schritten, durch die der Übergang von der vierten zur ersten Zählzeit hergestellt wird und die nicht selten lautmalerisch mit „cha-cha-cha“ mitgesprochen werden.
Der Cha-Cha-Cha in seiner weltweit verbreiteten westlichen Variante gehört zu den lateinamerikanischen Tänzen des Tanzsports und wird als Bestandteil des Welttanzprogramms in Tanzschulen unterrichtet. Die ursprüngliche kubanische Form des Cha-Cha-Chas unterscheidet sich in Technik und Figurenrepertoire stark vom heutigen Turniertanz und ist in der spanischen Schreibweise Cha-cha-chá [--ˈ-] in der modernen Salsa-Szene anzutreffen.

## Entstehung
Die Geschichte des Cha-Cha-Chas wurde nur mündlich überliefert und wird leicht unterschiedlich wiedergegeben. Der Rhythmus des Cha-Cha-Chas wurde zwischen 1948 und 1951 von Enrique Jorrín erfunden, einem kubanischen Komponisten und Violinisten, der damals in der kubanischen Charanga Orquesta América spielte. Jorrín variierte in seinen Kompositionen seit 1948 beständig den kubanischen Tanzrhythmus Danzón: Unter anderem reduzierte er die für die kubanische Musik typische Synkopierung und fügte dem ursprünglich rein instrumentalen Musikstil rhythmische Gesangseinlagen hinzu.
1951 führte Jorrín den Cha-Cha-Cha-Rhythmus unter dem von ihm gewählten Namen neodanzón (span. „neuer Danzón“) auf den kubanischen Tanzflächen ein. 1953 nahm die Orquesta América Jorríns Hits La Engañadora und Silver Star auf. Der neue Rhythmus kam beim Publikum sehr gut an und inspirierte die Tänzer zu einem Tanzschritt, der den Grundschritt des Mambo um einen schnellen Wechselschritt ergänzt. Dieser schnelle Wechselschritt verursachte laut Jorrín ein scharrendes Geräusch, das für ihn wie cha cha chá klang und das er als rhythmische Gesangseinlage in einige seiner Lieder einbaute. Dieses Geräusch und die daraus resultierende rhythmische Zählweise 2 3 Cha-Cha-Cha waren letztendlich namensgebend für den Tanz.
Der Cha-Cha-Cha verbreitete sich sehr schnell über die kubanische Grenze hinweg nach Mexiko und in die Vereinigten Staaten. In den Vereinigten Staaten avancierte der Cha-Cha-Cha über Nacht zum Modetanz des Jahres 1955, gestützt durch die legendären Mambo- und Cha-Cha-Cha-Orchester des Tanzsalons Palladium in New York City. Möglicherweise lag der große Erfolg des Cha-Cha-Cha im Entfernen der Synkopierung begründet, denn diese rhythmische Besonderheit erschwert westlichen Hörern das Tanzen und gilt als Mitursache für den schnellen Niedergang des Mambo.
Der Tanz erfuhr sehr früh technische Anpassungen an die Rumba. 1962 wurde er offiziell zu den Turniertänzen hinzugenommen und wies bereits damals die Grundform der heutigen Turniervariante auf. Einen großen Beitrag zur technischen Entwicklung lieferte Walter Laird, der mit seiner Tanzpartnerin Lorraine Reynolds in den Jahren 1962, 1963 und 1964 Latein-Weltmeister wurde und mehrere Tanzbücher verfasste. 1963 wurde der Cha-Cha-Cha als lateinamerikanischer Tanz in das Welttanzprogramm aufgenommen und gehört seither weltweit zum Grundstock allgemeiner Tanzschulen.

## Charakteristik
Cha-Cha-Cha-Musik ist heiter und unbeschwert. Der Tanz ist ein amüsanter und koketter Flirt zwischen den Tanzpartnern, die in frechen offenen und geschlossenen Figuren miteinander spielen. Er ist vorwitziger als die verträumt-erotische Rumba, aber weniger aufreizend als der überschäumende Samba. Die kubanische Variante ist insgesamt ruhiger und weicher.

## Rhythmus und Musik
Der Cha-Cha-Cha wird im Viervierteltakt notiert und hat die Hauptbetonung auf dem ersten Taktschlag.
Der World Dance Council (WDC) schreibt für das Cha-Cha-Cha-Tempo auf Turnieren 30 Takte pro Minute vor, die World DanceSport Federation (WDSF) 30–32 Takte pro Minute. Der Deutsche Tanzsportverband (DTV), der Österreichische Tanzsportverband (ÖTSV) sowie der Schweizer Tanzsport Verband (STSV) sind jeweils Mitglied des WDSF, daher werden bei Turnieren dieser Verbände ebenfalls die WDSF Tempo-Vorgaben angewendet.
Cha-Cha-Cha ist in vielerlei Hinsicht ungewöhnlich für eine kubanische Musikform: Er wurde von Anfang an im Viervierteltakt notiert, während die meisten anderen kubanischen Musikformen ursprünglich im Zweivierteltakt-Takt notiert und erst im Laufe der Zeit von Exilkubanern an die westliche Vierviertelnotation angepasst wurden. Trotz seiner Wurzeln im Danzón hat er keinen Bezug zur Clave, dem aus Afrika stammenden Rhythmusschema, das fast alle kubanische Musik prägt. Schließlich weist er keine Synkopierung auf und steht damit unter anderem im Gegensatz zum Mambo, bei dem die Hauptbetonung vom ersten auf den vierten Taktschlag verschoben ist.
Seit Jorríns Tagen hat sich die Musik, auf die Cha-Cha-Cha getanzt wird, ständig verändert. Spielte das Orquesta América noch in der klassischen Charanga-Besetzung des Danzóns mit Perkussion, Klavier, Bass, Flöte und Cuerdas, setzten sich bereits im Palladium fetzige Bläserbegleitungen durch. Zur nachhaltigen Beliebtheit des Cha-Cha-Cha trug auch bei, dass er problemlos mit der Metrik der westlichen Musik vereinbar ist. So wird Cha-Cha-Cha in Tanzschulen heute auf aktuelle Chart-Hits der Popmusik und des Latin Rock gelehrt.

## Technik

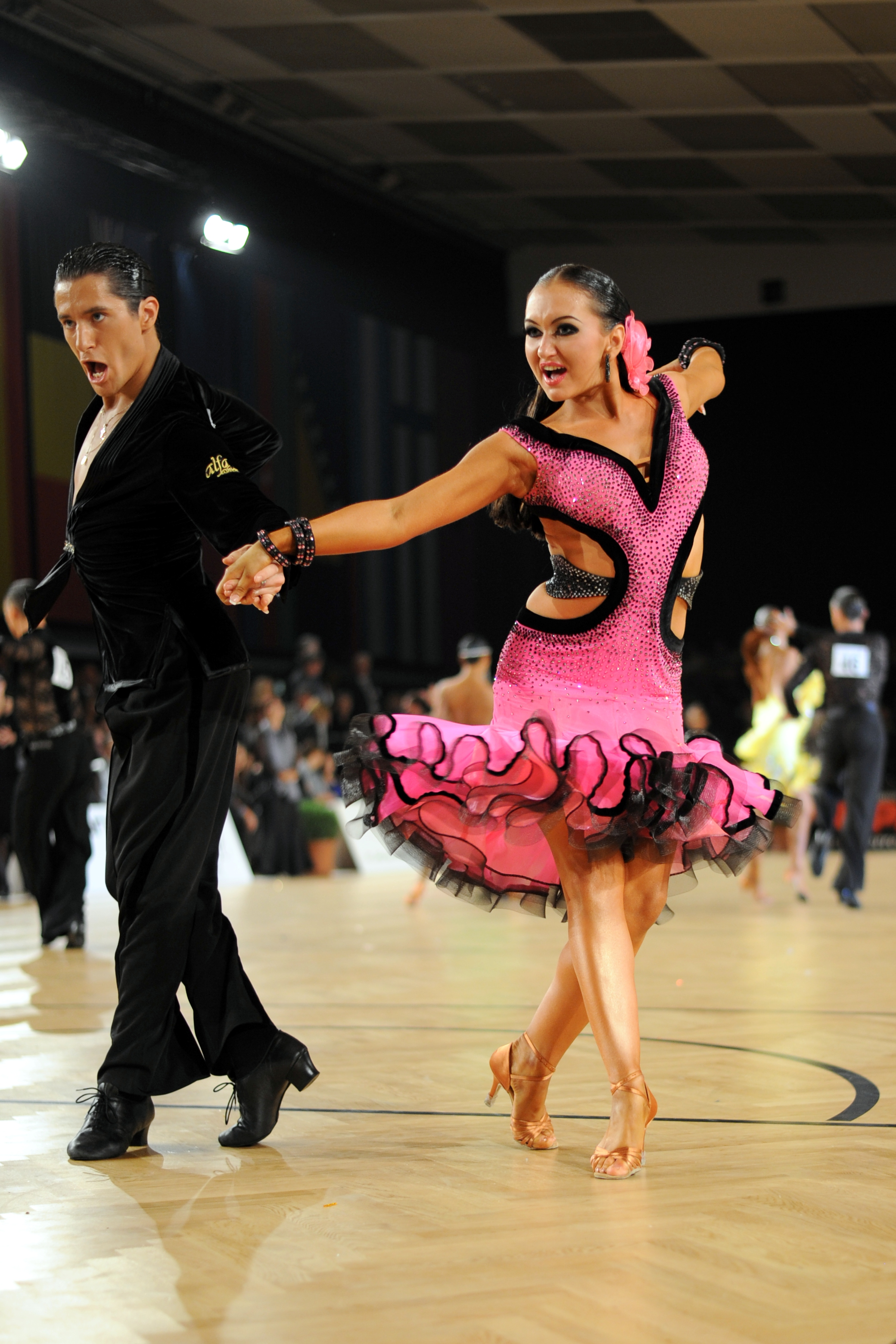
Charles-Guillaume Schmit und Elena Salikhova, Frankreich, bei der Austrian Open Championships Vienna, 2012

Der Cha-Cha-Cha ist ein stationärer Tanz, wird also weitgehend am Platz getanzt. Wie die Rumba lebt auch der Cha-Cha-Cha von Hüftbewegungen. Die Schritte sollten eher klein ausfallen, da sonst die Hüftbewegung unnötig erschwert würde.
Charakteristisch für den Cha-Cha-Cha ist das Chassé auf „4 und 1“.
Der ursprüngliche kubanische Cha-Cha-Cha und die moderne Turniervariante unterscheiden sich in allen weiteren Punkten so sehr, dass sie im Folgenden getrennt dargestellt werden.

### Kubanische Variante
Die ursprüngliche Form des Cha-Cha-Cha ist dem Mambo sehr ähnlich und heute nur noch beim Freizeittanz in der Salsa-Szene anzutreffen. Der kubanische Cha-Cha-Cha wird klein und „erdig“ getanzt, das heißt, die Schritte werden stets auf dem ganzen Fuß angesetzt und die Füße kaum vom Boden gehoben. Beim Chassé schleifen die Füße über das Parkett, als wollte der Tänzer ein Blatt Papier über den Boden schieben. Die Hüftbewegung beim Chassé entsteht dadurch, dass die Schritte mit gebeugtem Knie angesetzt werden, wodurch sich die Hüfte wechselseitig absenkt. Der Grundschritt zeichnet sich durch eine leichte Vorwärts-Rückwärts-Bewegung aus:
| Takt | Schlag | Zählweise | Partner1                 | Partner2                 |
| ---- | ------ | --------- | ------------------------ | ------------------------ |
| 1    | 1      | „Cha“     | Rechter Fuß leicht vor   | Linker Fuß leicht zurück |
| 1    | 2      | „2“       | Linker Fuß vor           | Rechter Fuß zurück       |
| 1    | 3      | „3“       | Rechter Fuß am Platz     | Linker Fuß am Platz      |
| 1    | 4      | „Cha“     | Linker Fuß zurück        | Rechter Fuß vor          |
| 1    | und    | „Cha“     | Rechter Fuß schließt     | Linker Fuß schließt      |
| 2    | 1      | „Chá“     | Linker Fuß leicht zurück | Rechter Fuß leicht vor   |
| 2    | 2      | „2“       | Rechter Fuß zurück       | Linker Fuß vor           |
| 2    | 3      | „3“       | Linker Fuß am Platz      | Rechter Fuß am Platz     |
| 2    | 4      | „Cha“     | Rechter Fuß vor          | Linker Fuß zurück        |
| 2    | und    | „Cha“     | Linker Fuß schließt      | Rechter Fuß schließt     |

Die lockere Tanzhaltung ist flexibel, was den Abstand der Partner zueinander betrifft, ausladende Armbewegungen gibt es keine. Das Figurenrepertoire ist durch den Platzwechsel Cross Body Lead und einfache Drehungen geprägt und etwa dem Basisrepertoire der modernen Salsa im geradlinigen Stil vergleichbar.

### Westliche Variante

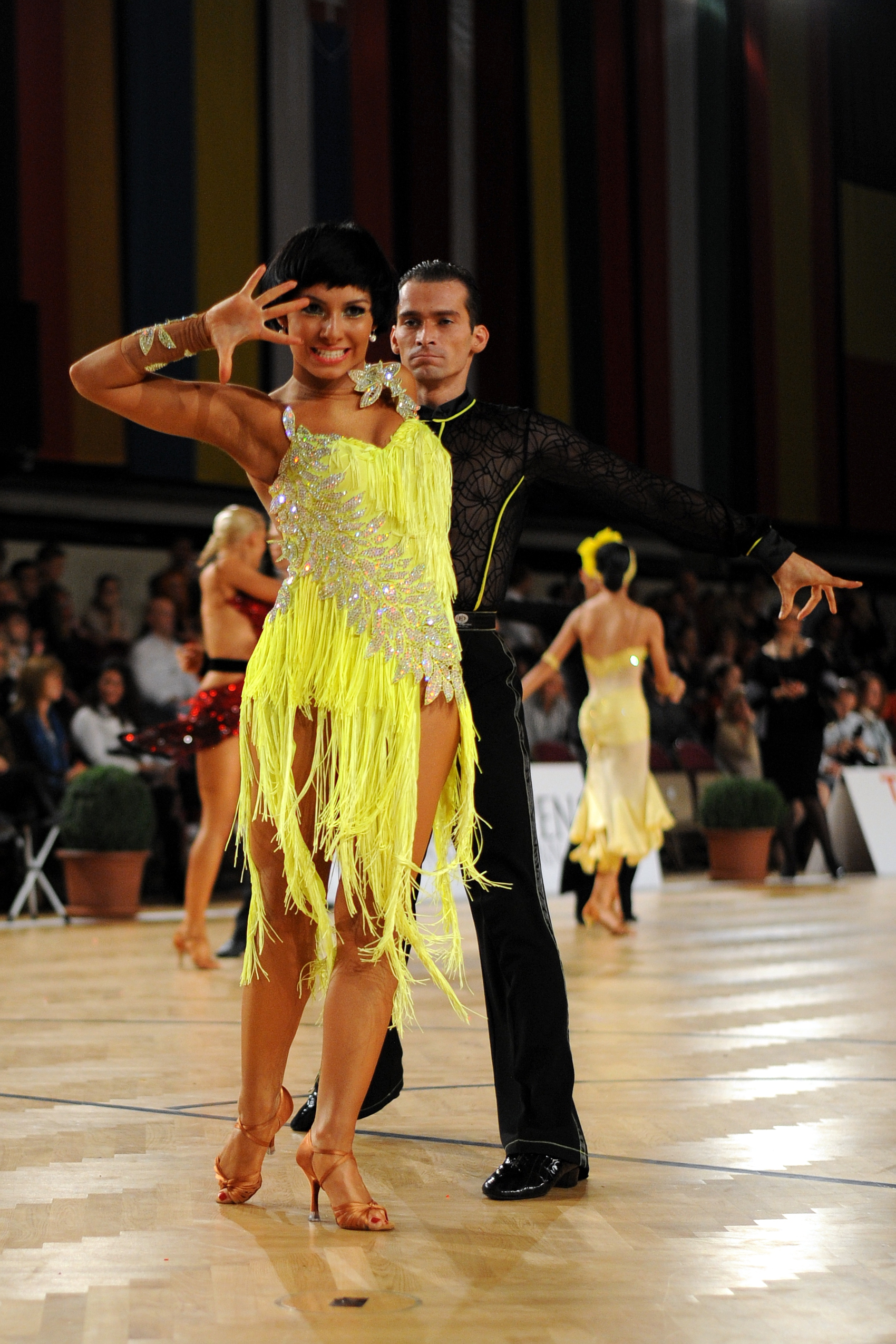
Marian Sivak und Kristina Raczova, Slowakei, bei der Austrian Open Championships Vienna, 2012

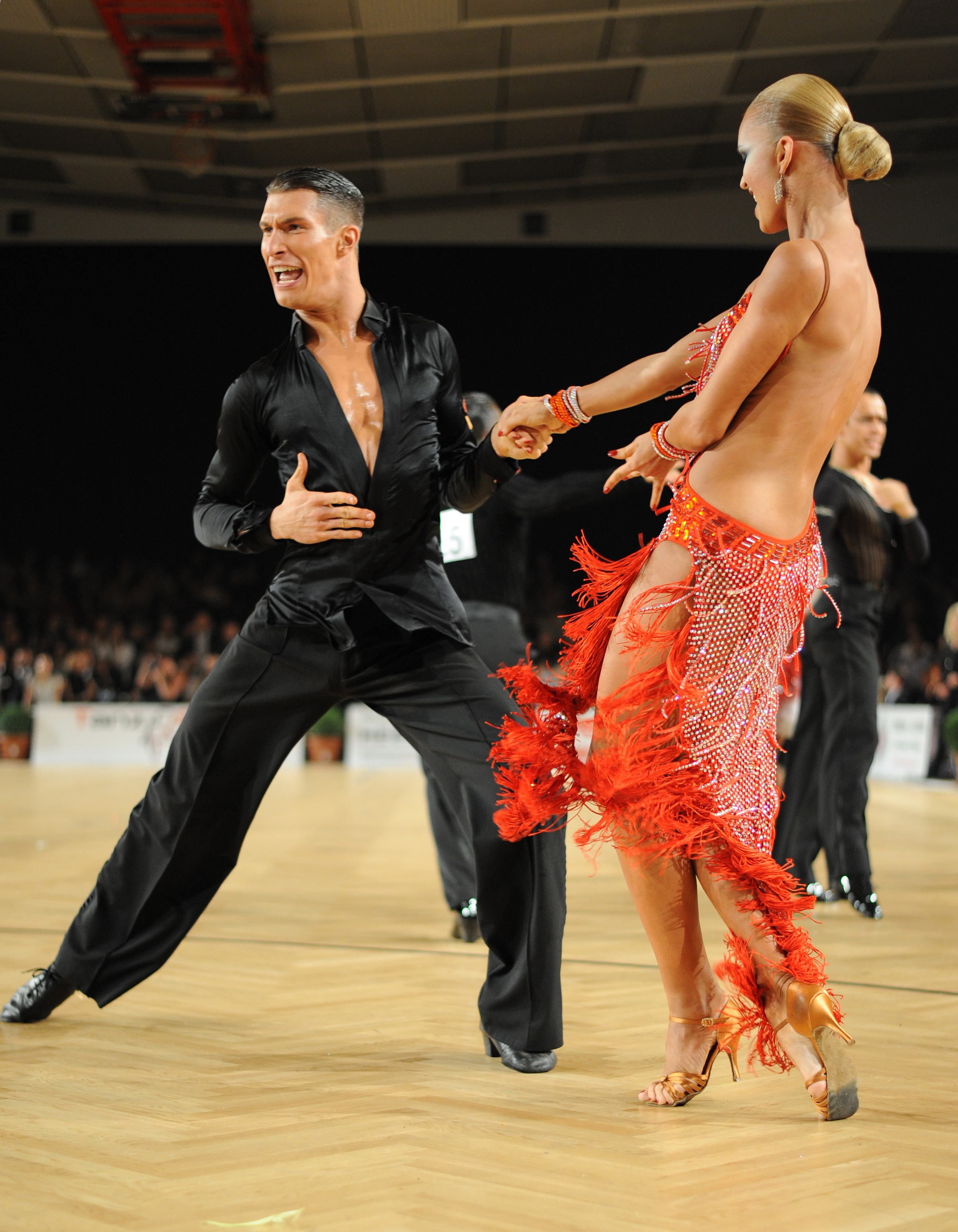
Miha Vodicar und Nadiya Bychkova, Slowenien, bei der Austrian Open Championships Vienna, 2012

Die westliche Variante ist durch die Technik der lateinamerikanischen Tänze geprägt. Ähnlichkeiten zur Rumba sind in Grundschritt und Basic-Figuren zu finden, die Hüftbewegung hat jedoch durch das höhere Tempo und den schnellen Wechselschritt einen anderen Charakter, rotierende Anteile treten zurück. Die Füße sind in den Check- und Lockstep-Schritten wie in allen „echten“ lateinamerikanischen Tänzen (Salsa, Mambo, Rumba, eingeschränkt: Samba) leicht nach außen gedreht, die Schritte werden stets auf dem Fußballen angesetzt. Bei den langen Schritten auf den Taktschlägen 1, 2 und 3 wird das Bein ganz durchgestreckt und die Ferse flach aufgesetzt. Um die Musik besser rhythmisch akzentuieren zu können, erfolgen die Schrittansätze immer am Ende des ihnen jeweils zustehenden Zeitintervalls, dann aber sehr schnell ausgeführt. Die Betonungen auf „1“ und noch stärker „3“ sind deutlich zu machen; am Ende des Seitwärts-Chassés rotiert das gestreckte Spielbein aus, und zwar reaktiv durch das Senken in die Hüfte.
Die Schrittgröße und die Intensität der die Schritte einleitenden Hüftbewegungen korrelieren, was bei Betrachtung von Anfängern fälschlicherweise den Eindruck erwecken kann, man würde sich kaum bewegen.
| Takt | Schlag | Zählweise | Partner1                         | Partner2                         |
| ---- | ------ | --------- | -------------------------------- | -------------------------------- |
| 1    | 1      | „Chá“     | Rechter Fuß seitlich nach rechts | Linker Fuß seitlich nach links   |
| 1    | 2      | „2“       | Linker Fuß vor                   | Rechter Fuß zurück               |
| 1    | 3      | „3“       | Rechter Fuß am Platz             | Linker Fuß am Platz              |
| 1    | 4      | „Cha“     | Linker Fuß seitlich nach links   | Rechter Fuß seitlich nach rechts |
| 1    | und    | „Cha“     | Rechter Fuß schließt             | Linker Fuß schließt              |
| 2    | 1      | „Chá“     | Linker Fuß seitlich nach links   | Rechter Fuß seitlich nach rechts |
| 2    | 2      | „2“       | Rechter Fuß zurück               | Linker Fuß vor                   |
| 2    | 3      | „3“       | Linker Fuß am Platz              | Rechter Fuß am Platz             |
| 2    | 4      | „Cha“     | Rechter Fuß seitlich nach rechts | Linker Fuß seitlich nach links   |
| 2    | und    | „Cha“     | Linker Fuß schließt              | Rechter Fuß schließt             |

Beim Guapachá-Timing, einer rhythmischen Variante, belastet man nach einem Chassé den nächsten Vorwärts- bzw. Rückwärtsschritt erst auf der zweiten Hälfte des zweiten Taktschlages, so dass „4 und 1, und 3“ gezählt wird.
Cha-Cha-Cha-Folgen (oder Choreographien) zeigen häufig offene Figuren auf, d. h. die Partner tanzen ohne Berührung; ansonsten wird mehr in halboffener als in geschlossener Tanzhaltung getanzt. Da die Hüftbewegungen schnell sind, ist eine Kontrolle des Oberkörpers nötig, die nicht zu einer Versteifung führen darf. Die Arme unterstützen den Spannungsaufbau im Schultergürtel und dienen der Balance wie auch der optischen Vergrößerung der Figuren als Mittel der Präsentation.
Walter Lairds The Technique of Latin Dancing oder Latin American Cha Cha Cha (herausgegeben von der ISTD) fassen Grundschritte und Basic-Figuren (also keine Posen, Fall- und Hebefiguren) sowie weitere Hinweise zu Rhythmik und Ausführung zusammen, lassen aber weiten Raum für eine individuelle Interpretation jenseits der „bloßen“ Schritte. Die für Salsa und Mambo so typischen Figuren Cross Body Lead und alle darauf aufbauenden Figuren werden in diesen Werken nicht aufgeführt. Der Anfänger sollte die Figuren in etwa in der in den genannten Werken vorgesehenen Reihenfolge erlernen, wobei die Damendrehung, der New Yorker, Hip Twist, Fan, Hockeystick, Alemana, Opening Out, Three Chachas (Locksteps vor und zurück) als erster Einstieg und typische Figuren dienen können.

## Trivia
Die typische Musik für den Tanz, mit der der Tanz noch heute assoziiert wird, ist Tommy Dorseys Version von Tea For Two Cha, Cha vom September 1958.
Der Cha-Cha-Cha war Tanz des Jahres 2007. Zu diesem Anlass wurde von 323 deutschen und zwei österreichischen Tanzschulen am 3. November 2007 ein neuer Weltrekord im Cha-Cha-Cha-Massensimultantanzen mit 50.419 Teilnehmern aufgestellt. Der Tanz begann zeitgleich um 21:12 Uhr und dauerte ca. sechs Minuten.